# Michel Ocelot
Pour les articles homonymes, voir Ocelot (homonymie).
Michel Ocelot, né le 27 octobre 1943 à Villefranche-sur-Mer (Alpes-Maritimes), est un réalisateur français s'illustrant dans le cinéma d'animation. Il est principalement connu du grand public pour sa trilogie de films d'animation Kirikou réalisée entre 1998 et 2012.
Il est aussi le scénariste et réalisateur du triptyque Princes et Princesses (2000) / Les Contes de la nuit (2011) / Ivan Tsarevitch et la princesse changeante (2016), réalisé en papier découpé. Il est également récompensé pour Azur et Asmar (2006) et Dilili à Paris (2018), qui lui vaut le César 2019 du meilleur film d'animation.

## Biographie

### Formation et courts métrages (années 1980)
Né à Villefranche-sur-Mer, sur la Côte d'Azur, il a passé son enfance à Conakry en Guinée, son adolescence à Angers après l'indépendance de la Guinée en 1958, avant de s'installer [Quand ?] à Paris.
Il étudie d'abord aux Beaux-Arts de Rouen, puis aux Arts-décoratifs à Paris et enfin, au California Institute of the Arts à Los Angeles.
Il s'intéresse d'abord au cinéma d'animation en amateur, en réalisant pendant ses vacances, avec un groupe d'amis, différents courts métrages, où chaque personne utilisait les techniques qu'elle désirait. Cela a donné, selon ses mots, des créations très variées, avec des techniques très simples. Il a pour sa part utilisé du papier découpé, technique qu'il réutilisa plus tard lors de la réalisation de la série Ciné Si (La Fabrique, 1989). Il cherche alors à réaliser ses œuvres de la manière la plus simple possible.
En 1976, il réalise la série Les Aventures de Gédéon (d'après Benjamin Rabier), puis son premier court métrage produit professionnellement, Les Trois Inventeurs est produit en 1979 par AAA (qui produit également Jacques Rouxel, le réalisateur des Shadoks). Il reçoit la même année un prix au BAFTA, pour ce film, à Londres.
Il reçoit en 1983 le César du meilleur court-métrage d'animation pour La Légende du pauvre bossu également produit par AAA.

### Longs métrages et succès (années 1990-2000)
En 1994, Michel Ocelot est élu président de l'Association internationale de film d'animation (ASIFA) pour deux mandats.
En 1998, il dévoile son premier long-métrage, Kirikou et la Sorcière. Adapté d'un conte africain, le film raconte les aventures de Kirikou, un garçon minuscule mais à l'intelligence et à la générosité hors du commun, dans sa lutte contre la sorcière Karaba, qui tyrannise les habitants du village à l'aide de ses pouvoirs maléfiques et d'une armée de fétiches. Par son scénario, ses graphismes, sa musique et ses doublages, Kirikou s'inspire au plus près des cultures de l'Afrique de l'Ouest. Le film remporte un succès critique, remportant une trentaine de prix à travers le monde, mais aussi commercial, rassemblant un million de spectateurs dans les salles françaises. Un univers se déclinera désormais en livres pour la jeunesse et autres produits dérivés. Le long-métrage révèle aussi au monde entier le savoir-faire français en termes d'animation.
Ocelot dévoile en 2000 un projet plus expérimental formellement, Princes et Princesses, qui se compose de six contes se déroulant dans différents univers, mais tous racontés en ombres chinoises, réalisées en papiers découpés.

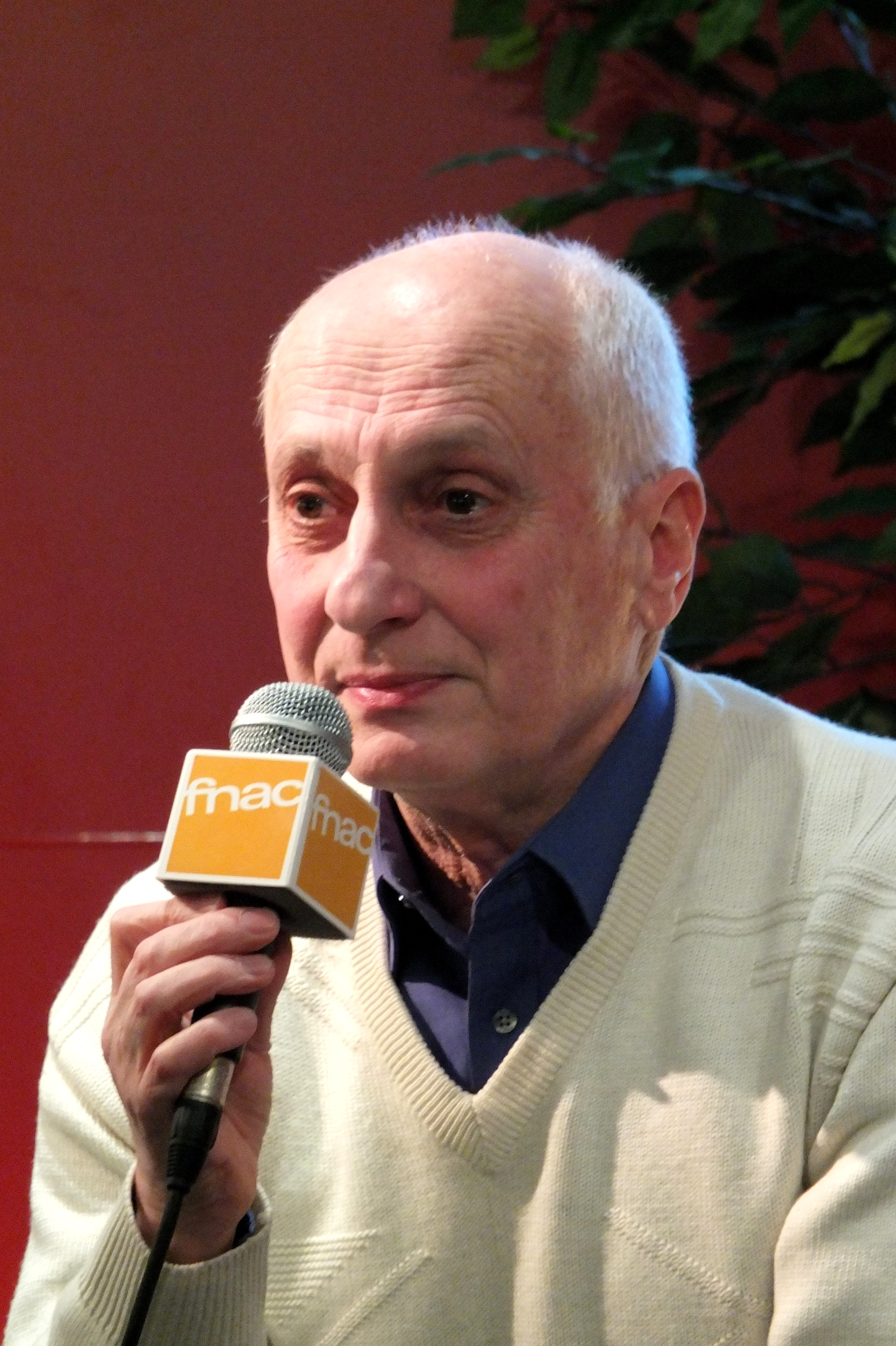
Le cinéaste à Paris pour la promotion de la sortie en vidéo de Kirikou et les Bêtes sauvages.

Pour célébrer la « Journée mondiale du cinéma d'animation », Michel Ocelot a notamment participé le 28 octobre 2003 à une journée spéciale sur les techniques de l'animation, au Forum des images, à Paris, en clôture de la « Fête du cinéma d'animation ». Il y a fait la démonstration de la simplicité de ses techniques en direct.
En 2005, le cinéaste s'est associé à Bénédicte Galup pour la suite très attendue Kirikou et les Bêtes sauvages. Le film raconte en réalité des histoires s'étant déroulées en parallèle de l'action principale du premier long-métrage. Les critiques sont une nouvelle fois excellentes. Bénéficiant d'une meilleure distribution en salles, le film remporte un succès commercial supérieur à son prédécesseur.
Pour son quatrième long métrage, il s'attache aussi à développer un projet original : Azur et Asmar. Le film bénéficie d'un plus gros budget, marquant le passage d'Ocelot aux images de synthèse. L'action se déroule en Europe médiévale et s'attache à parler de tolérance aux enfants, bien que le réalisateur ne considère aucune de ses œuvres comme abordant ce sujet. Sorti en 2006, c'est là encore un succès critique et commercial, avec plus d'1,5 million de spectateurs pendant son exploitation en salles . Le film remporte le César 2007 de la Meilleure musique écrite pour un film.
Cette même année, Ocelot réalise pour Björk le clip d'Earth Intruders, premier single issu de son album Volta. Il y reprend de nombreux thèmes traditionnels de l'Afrique de l'Ouest, comme dans l'univers de Kirikou.

### Consécration (années 2010)

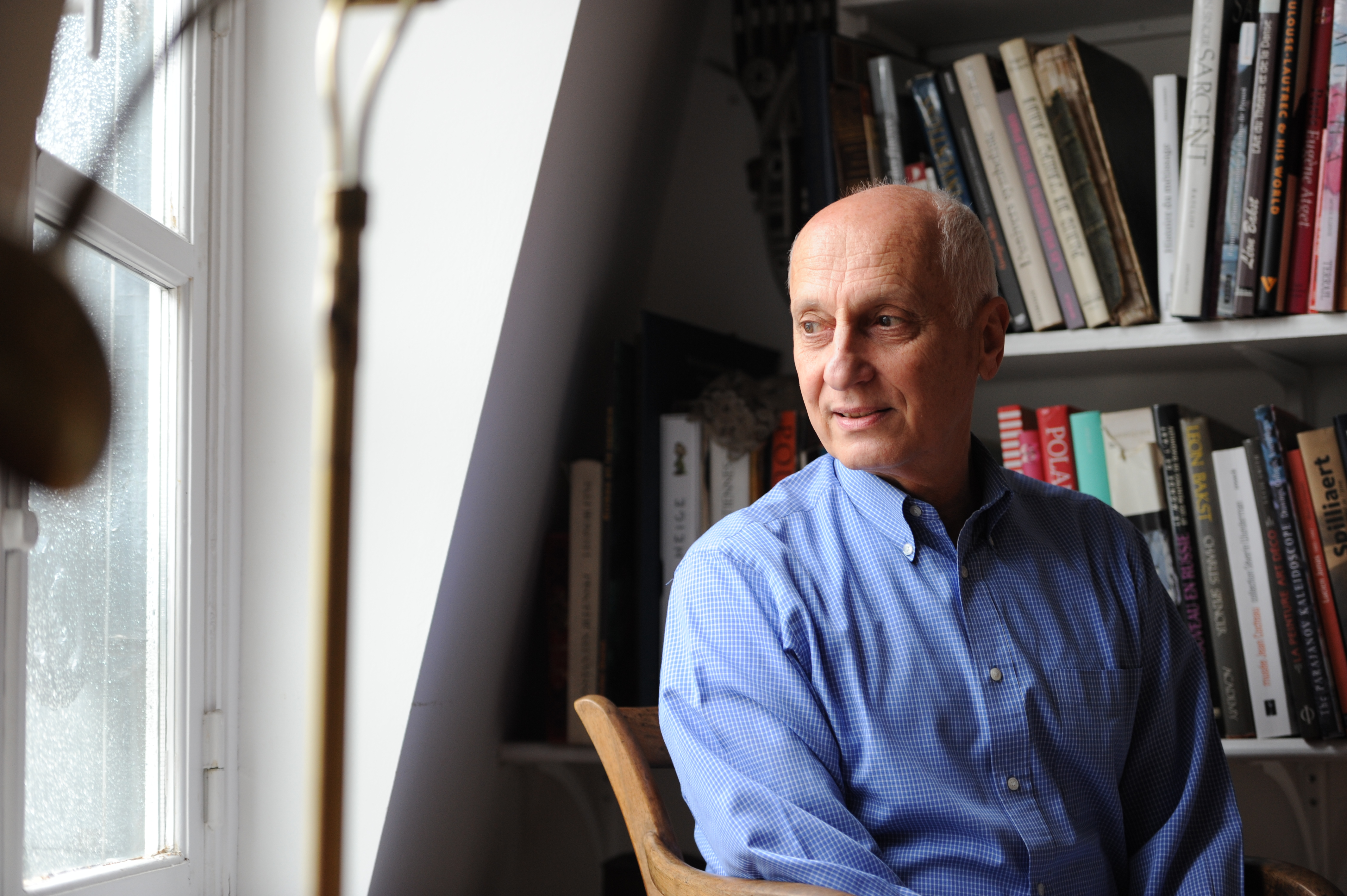
Michel Ocelot à son domicile parisien le 24 septembre 2012.

En 2008, il est récompensé d'un prix international, le Prix Klingsor (pour l'ensemble de son œuvre) à la Biennale d'animation de Bratislava (BAB).
Deux ans plus tard, il signe pour la chaîne de télévision Canal+ Family la série d'animation fantastique Dragons et Princesses, qui reprend la technique du papier découpé de Princes et Princesses. L'année suivante, il adapte ces 10 épisodes pour un long-métrage intitulé Les Contes de la nuit. Le film ne rassemble cette fois qu'environ 500 000 entrées mais reçoit plusieurs nominations à la Berlinale 2011. Par ailleurs, le Prix Henri-Langlois Film d'animation et de l'image animée lui est décerné en cette même année pour l'ensemble de son œuvre.

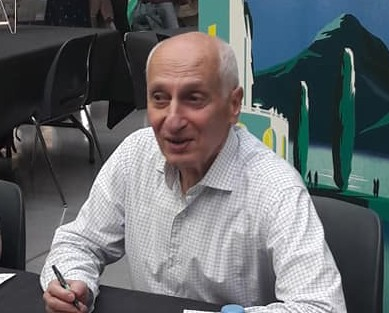
Michel Ocelot au festival international du film d'animation d'Annecy 2018 pour l'avant-première de Dilili à Paris.

L'année suivante, il conclut sa trilogie avec Kirikou et les Hommes et les Femmes. Comme le titre du film l'indique, l'auteur s'attache cette fois à raconter des histoires de villageois plutôt que celles d'animaux, comme dans le deuxième opus. Sur le plan technique, le cinéaste complète l'animation 2D par la technologie du cinéma en relief. Ce projet était initialement pensé comme une série d'animation en six épisodes pour France Télévisions.
Fin 2018, il dévoile son cinquième long métrage d'animation, Dilili à Paris, qui raconte les aventures d'une petite fille franco-kanake, dans le Paris de la Belle Époque. Si le cinéaste s'amuse à mettre en scène un Paris visuellement fantasmé, l'héroïne croisant la route des grandes figures de l'époque, il se confronte aussi à des thèmes sérieux et réalistes, parlant du colonialisme et du racisme. Le film rassemble plus de 600 000 spectateurs. et remporte le César du meilleur film d'animation 2019.

## Filmographie

### Cinéma

#### Courts métrages
- 1979 : Les Trois Inventeurs
- 1981 : Les Filles de l'égalité
- 1982 : La Légende du pauvre bossu
- 1987 : Les Quatre Vœux
- 1992 : Les Contes de la nuit : Bergère qui danse - La Belle fille et le sorcier - Le Prince des joyaux
- 2020 : Pablo Paris Satie (en prise de vues réelles), collection La 3e Scène de l'Opéra National de Paris

#### Longs métrages
- 1998 : Kirikou et la Sorcière (une trentaine de prix)
- 2000 : Princes et Princesses
- 2005 : Kirikou et les Bêtes sauvages
- 2006 : Azur et Asmar
- 2011 : Les Contes de la nuit
- 2012 : Kirikou et les Hommes et les Femmes
- 2016 : Ivan Tsarevitch et la princesse changeante
- 2018 : Dilili à Paris
- 2022 : Le Pharaon, le Sauvage et la Princesse

### Télévision

#### Séries télévisées
- 1976 : Les Aventures de Gédéon
- 1983 : La Princesse insensible
- 1989 : Ciné Si
- 2010 : Dragons et Princesses

### Clip
- 2007 : Earth Intruders de Björk

## Distinctions

### Récompenses
- Baftas 1981 : Bafta du meilleur film d'animation pour Les Trois Inventeurs
- Festival d'Albi 1981 : Prix Spécial du Jury pour Les Filles de l'égalité
- César 1983 : César du meilleur court métrage d'animation pour La Légende du pauvre bossu
- Biennale d'animation de Bratislava 2008 : Prix Klingsor pour l'ensemble de son œuvre[6]
- Prix Henri-Langlois 2011 catégorie Film d'animation et de l'image animée, pour l’ensemble de son œuvre
- César 2019 : César du meilleur film d'animation pour Dilili à Paris
- Festival international du film d'animation d'Annecy 2022 : Cristal d'honneur[10]

### Décorations
- Commandeur de l'ordre des Arts et des Lettres Il est promu au grade de commandeur par l’arrêté du 25 septembre 2017[11].
- Chevalier de la Légion d'honneur Il est élevé au grade chevalier par décret du 10 avril 2009 pour récompenser ses 33 ans d'activités artistiques[12].